# مندوران
مندوران (به انگلیسی: Mendooran) یک شهرک در استرالیا است که در نیو ساوت ولز واقع شده‌است.